# 198

## Decese
- dată necunoscută: Olimpian al Bizanțului  (n. ?)